# Скрудж (персонаж)

Сеймур Хикс в роли Эбенизера Скруджа. Кадр из фильма «Скрудж (фильм, 1913)», Великобритания, 1913 год

Эбенизер Скрудж (англ. Ebenezer Scrooge, распространено написание Эбенезер Скрудж) — персонаж повести Чарльза Диккенса «Рождественская песнь в прозе», а также многочисленных фильмов, поставленных по этому литературному произведению. Один из самых больших скупердяев в истории мировой литературы.

## Прототип
Существуют различные версии о том, кем вдохновлялся Чарльз Диккенс при создании образа персонажа.
- Эбенизер Скруджи, торговец кукурузой из Эдинбурга, получивший контракт на работу в отрасли общественного питания на время визита Георга IV в Шотландию. Он был похоронен на кладбище Кэнонгейт Киркйард с могильным камнем, который ныне утерян. Согласно этой теории, Диккенс заметил, что на этом камне Скруджи назван «человеком по питанию» («meal man»), но по ошибке принял это за «вредного человека» («mean man»)[1].
- Предполагается, что имя Эбенизер (означающее «камень помощи») отражает помощь Скруджу, изменившую его жизнь[2]. Фамилия «Скрудж», возможно, происходит от ныне забытого английского глагола «scrouge», означающего «сжимать» или «нажимать»[3][4]
- Существует версия, что мнение Скруджа о бедняках основано на высказываниях демографа и политического экономиста Томаса Мальтуса[5].
- Согласно другой версии, Габриель Граб, второстепенный персонаж «Записок Пиквикского клуба» был переработан с более серьёзной характеристикой (он был назван в честь небезызвестного голландского скряги Габриеля де Граафа)[6][7].
- Возможным прототипом считается Джемми Вуд, владелец Глостерского Старого Банка, один из первых миллионеров Британии, который прославился на всю страну своей скупостью[8].
- Наконец, человек, которого Диккенс упоминает в своих письмах (а именно, в письме Джорджу Холсворту 18 января 1865 года), и который сильно напоминает персонажа, изображённого на иллюстрациях Джона Лича — знаменитый британский эксцентрик и скряга Джон Элвз (1714—1789).

## История
По сюжету повести Скрудж когда-то был добродушным и простым христианином из бедной семьи, однажды вместе с Якобом Марли, Эбенизер открывает Кредитную Контору. Деньги превращают молодого предпринимателя в алчного эгоиста. От Эбенизера уходит его возлюбленная. Проходит много лет, Скрудж накапливает огромное денежное состояние, покупает себе особняк, но из живых родственников остаётся только его племянник. Скрудж ничего кроме денег не ставит в ценность, он презирает бедных, искренне не понимая, как они без денег способны на какое-либо счастье и ненавидит праздник Рождества. Особенно Эбенизер презирает своего племянника, не понимая, как тот, будучи бедным, остаётся таким счастливым человеком. Однажды ночью, за день до Рождества, к Скруджу прибывает дух Якоба Марли, предупреждая, что после смерти Скрудж будет обречён на вечные муки и скитания, если не изменит своё отношение к деньгам и окружающим его людям. Для «перевоспитания» Эбенизера каждую следующую ночь посещают три рождественских духа: прошлого, настоящего и будущего. К концу истории Скрудж меняется и решает раздавать свои деньги нуждающимся.

## Скрудж в кинематографе
- «Мистер Скрудж[англ.]» (Scrooge) — адаптация повести Диккенса режиссёра Генри Эдвардса 1935 года. Роль Скруджа исполнил Сеймур Хикс.
- «Скрудж» (Scrooge) — экранизация повести Диккенса режиссёра Брайана Десмонда Хёрста 1951 года. Роль Скруджа исполнили Аластер Сим и Джордж Коул.
- «Скрудж» (Scrooge) — экранизация повести Диккенса режиссёра Рональда Нима 1970 года.
- «Рождественская история Микки» (Mickey's Christmas Carol) — мультипликационная экранизация повести Диккенса режиссёра Барни Мэттинсона. Роль Скруджа[9] озвучил Алан Янг.
- «Новая рождественская сказка» (Scrooged) — экранизация повести Диккенса режиссёра Ричарда Доннера 1988 года.
- «Рождественская песнь Маппетов»[англ.] — американская музыкальная комедия 1992 года в постановке Брайана Хенсона. Роль Эбенизера Скруджа исполнил Майкл Кэйн.
- «Эбенезер/Скряга» (Ebenezer) — экранизация повести Диккенса режиссёра Кевина Джубинвилля 1998 года. Роль Эбенизера Скруджа исполнил Джек Пэланс.
- «Духи Рождества»[англ.] — экранизация режиссёра Дэвида Джонса 1999 года. Роль Эбенизера Скруджа исполнил Патрик Стюарт.
- «Рождественская история» — экранизация режиссёра Роберта Земекиса 2009 года. Роль Эбенизера Скруджа исполнил Джим Керри.
- Телесериал «Диккенсиана» 2015 года; в роли Скруджа — Нед Деннехи (Ned Dennehy).
- «Человек, который изобрёл Рождество» 2017 года, в роли Скруджа — Кристофер Пламмер.
- Мини-сериал «Рождественская песнь[англ.]» 2019 года, в роли Скруджа — Гай Пирс.
- Анимационный фильм «Скрудж: Рождественская песнь[англ.]» 2022 года.
- «В духе Рождества» — экранизация режиссёра Шона Андерса 2022 года, в роли Скруджа — Уилл Феррелл.

## Дополнительно
- Скрудж Макдак — персонаж анимационного сериала «Утиные истории»
- Гарпагон